# هری پارکر (تنیس‌باز)
 هری پارکر (انگلیسی: Harry Parker؛ زاده ۶ مه ۱۸۷۳ درگذشته ۱۴ مهٔ ۱۹۶۱) یک تنیس‌باز اهل نیوزیلند بود. 